# Aero Mongolia

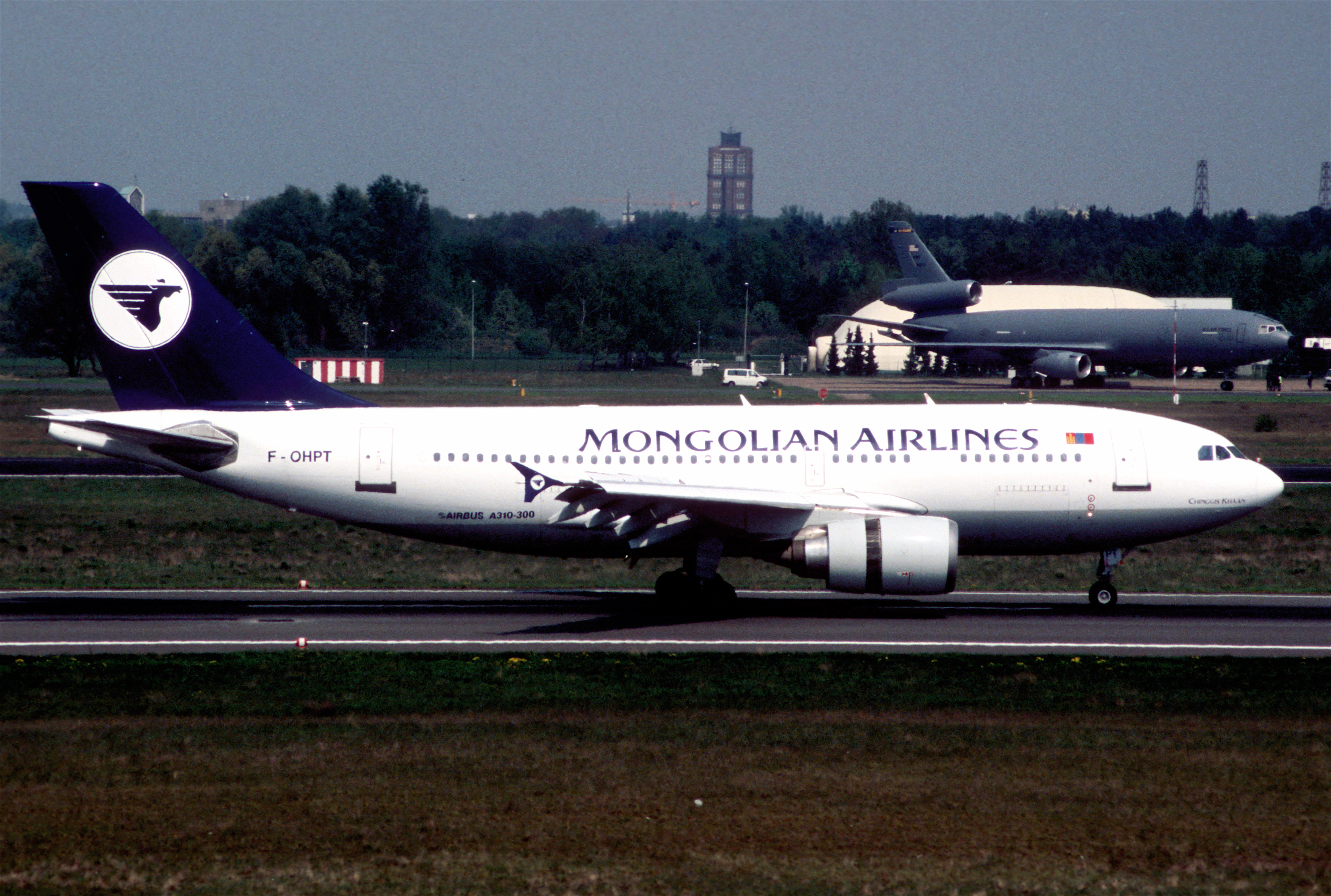

Aero Mongolia (Аеро Монголиа, монг. А́эро Монго́лиа) — монгольська авіакомпанія. Виконує місцеві рейси за 12 напрямками, а також міжнародні — в Китайську Народну Республіку і Росію. Портом приписки є Міжнародний аеропорт Чингісхан, розташований у Улан-Баторі.

## Історія
Компанія була заснована у 2001 році і почала виконувати рейси з 25 травня 2003 року. Вона була заснована MIAT Mongolian Airlines для підтримки співробітництва з MIAT, Korean Air, Air China і Аерофлотом. Перший Fokker 50 було отримано в грудні 2002, а Fokker 100 — в січні 2006 року. З отриманням Fokker 100 компанія здійснила свій перший рейс в Південну Корею. Другий Fokker 50 був замовлений в червні 2006.
31 жовтня 2007 року Комітет з авіаційної безпеки Монголії призупинив рейси компанії після того, як вона не змогла успішно пройти перевірки безпеки. У першому кварталі 2008 року Aero Mongolia отримала ліцензію на виконання внутрішніх та міжнародних рейсів.

## Основна інформація
За інформацією на березень 2007 року в штаті міститься понад 130 працівників. Зараз компанія володіє чотирма літаками Fokker 50 і двома Fokker 100. Згідно з офіційним сайтом, авіакомпанія є офіційним перевізником олімпійської збірної Монголії.

## Напрями

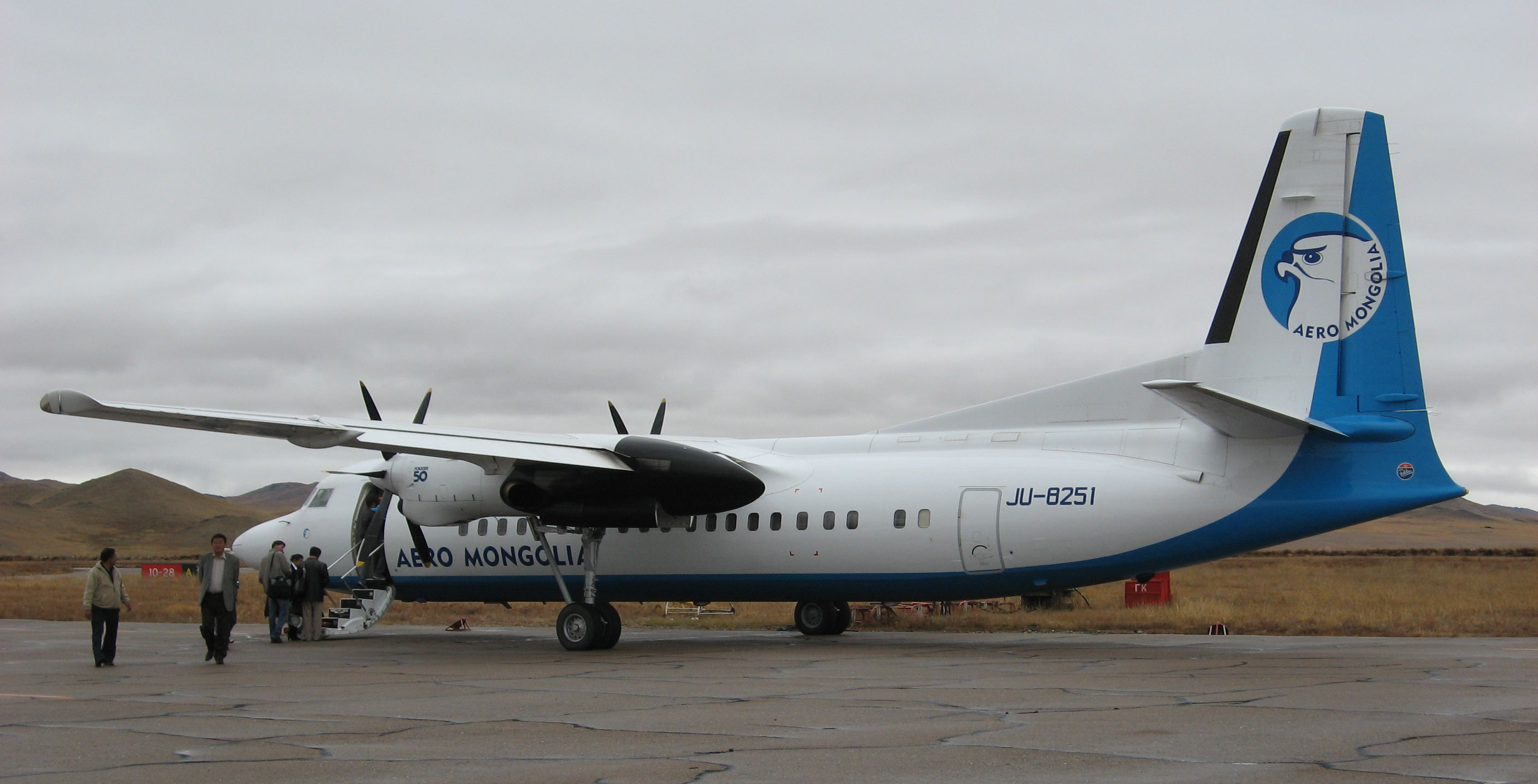
Fokker F50 компанії Aero Mongolia в аеропорту Мурена, 2006.

За інформацією на травень 2010 року, авіакомпанія виконує рейси за такими напрямами:
- Монголія
  - Улан-Батор
  - Чойбалсан
  - Кобдо
  - Оюу-Толгой
  - Тавау-Толгой
  - Ово-Толгой
  - Улгий
  - Улаангом
- Китайська Народна Республіка
  - Хух-Хото
  - Урумчі
  - Ерен-Хото
- Російська Федерація
  - Іркутськ

Авіакомпанія також виконує чартерні рейси на території Монголії.

## Флот
Флот авіакомпанії, за інформацією на червень 2008 року включає:
- 4 літаки Fokker 50
- 2 літаки Fokker 100 (на 2013 рік виведені з експлуатації)[4]